# Подробаха Анатолій Олександрович
Анат́олій Олекса́ндрович Подроба́ха (нар. 6 грудня 1982, Потічок, Решетилівський район) — український футболіст, нападник.

## Кар'єра
Анатолій Подробаха на юнацькому рівні виступав за полтавську команду «Молодь-Педуніверситет». Після того, як у 2002 року гравець увійшов до числа 22 найкращих футболістів обласних змагань, навесні 2003 року його було запрошено до команди «Ворскла-2», за яку дебютував 5 квітня 2003 року у виїзному матчі проти луганської «Зорі». Після завершення сезону Подробаха перейшов до роменського «Електрона». Втім, у квітні 2004 року «Електрон» збанкрутував, а всі його гравці отримали статус вільних агентів. З травня Анатолій Подробаха вже виступав за «Вуглик» з Димитрова. Вже наступного, 2005, року, команда знялася зі змагань.
Сезон 2005/06 Подробаха провів у «Ворсклі». Йому не вдалося пробитися до основного складу, за основну команду він лише раз вийшов на заміну: 2 квітня 2006 року на останній хвилині домашнього матчу проти ФК «Харків». При цьому Анатолій регулярно виступав за дубль: у 17 матчах забив 5 м'ячів. У липні 2006 року він перейшов до першолігового «Закарпаття», уклавши з клубом трирічну угоду. Подробаха грав у цьому клубі лише до зимової перерви, провівши 16 матчів, у яких він забив 5 голів. Сезон 2007/08 гравець провів у щойно створеному ФК «Полтава», а в сезоні 2008/09 виступав за друголігову дніпродзержинську «Сталь».
У липні 2009 перейшов до тернопільської «Ниви», за яку виступав у першій лізі. Взимку разом з групою інших гравців залишив тернопільську «Ниву», яка перебувала у важкому фінансовому стані.
З весни 2010 року виступав у чемпіонаті Полтавської області за аматорський клуб ФК «Велика Багачка», який є чотириразовим чемпіоном області.